# Adriaan Cornelis Zaanen

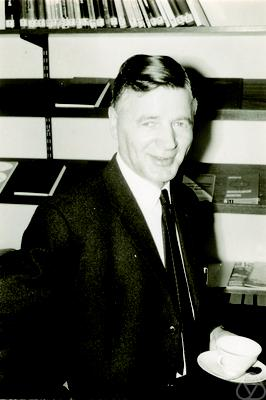
Aad Zaanen 1967

Adriaan „Aad“ Cornelis Zaanen (* 14. Juni 1913 in Rotterdam; † 1. April 2003 in Wassenaar) war ein niederländischer Mathematiker, der sich mit Funktionalanalysis befasste.

## Leben
Zaanen wurde 1938 bei Johannes Droste an der Universität Leiden promoviert (Over reeksen van eigenfuncties van zekere randproblemen). Danach war er Mathematiklehrer an der Höheren Bürgerschule in Rotterdam. Daneben lehrte er ab 1946 an der TH Delft und war Privatdozent an der Universität Leiden. 1947 bis 1950 war er Professor am Institut Teknologi Bandung, war danach Professor an der Technischen Hochschule Delft und ab 1956 Professor an der Universität Leiden. 1982 ging er in den Ruhestand.
Er befasste sich unter anderem mit Riesz-Räumen und schrieb darüber eine Monographie mit seinem Schüler Wim Luxemburg.
Zu seinen Doktoranden gehören Wilhelmus Luxemburg (* 1929, ehemalige Professor am Caltech) und Marinus Kaashoek.
1970 bis 1972 war er Präsident der Niederländischen Mathematischen Gesellschaft (und ab 1988 deren Ehrenmitglied) und 1953 bis 1982 einer der Herausgeber des Nieuw Archief voor Wiskunde. Er war Mitglied der Niederländischen Akademie der Wissenschaften (1960) und Ritter des Ordens vom Niederländischen Löwen (1982).
Zu seinen Doktoranden gehörten u. a. Ben de Pagter, Rien Kaashoek, Wilhelmus Luxemburg und Anton R. Schep.

## Schriften
- Linear Analysis. Measure and integral, Banach and Hilbert space, linear integral equations, North-Holland 1953, 1957, 1960.
- Integration, North-Holland 1967.
- An Introduction to the Theory of Integration, North Holland 1958, 1961, 1965.
- mit W. A. J. Luxemburg: Riesz Spaces, 2 Bände, North Holland 1971, 1983.
- Introduction to Operator Theory in Riesz Spaces, Springer Verlag 1997.
- Continuity, Integration and Fourier Theory, Springer Verlag 1989.
- Blick zurück: Abschiedsvorlesung an der Universität Leiden (Niederländisch), Nieuw Archief voor Wiskunde, 1983, S. 224–240.